# Arkport
Arkport és una població dels Estats Units a l'estat de Nova York. Segons el cens del 2000 tenia 832 habitants.

## Demografia
Segons el cens del 2000, Arkport tenia 832 habitants, 348 habitatges, i 231 famílies. La densitat de població era de 465,6 habitants/km².
Dels 348 habitatges en un 29,3% hi vivien nens de menys de 18 anys, en un 51,1% hi vivien parelles casades, en un 11,8% dones solteres, i en un 33,6% no eren unitats familiars. En el 29,9% dels habitatges hi vivien persones soles el 15,2% de les quals corresponia a persones de 65 anys o més que vivien soles. El nombre mitjà de persones vivint en cada habitatge era de 2,39 i el nombre mitjà de persones que vivien en cada família era de 2,98.
Per edats la població es repartia de la següent manera: un 25,7% tenia menys de 18 anys, un 5,4% entre 18 i 24, un 23,2% entre 25 i 44, un 23,8% de 45 a 60 i un 21,9% 65 anys o més.
L'edat mediana era de 42 anys. Per cada 100 dones de 18 o més anys hi havia 76,1 homes.
La renda mediana per habitatge era de 36.250 $ i la renda mediana per família de 48.684 $. Els homes tenien una renda mediana de 36.136 $ mentre que les dones 21.806 $. La renda per capita de la població era de 16.170 $. Entorn de l'1,4% de les famílies i el 5% de la població estaven per davall del llindar de pobresa.